# Топожел

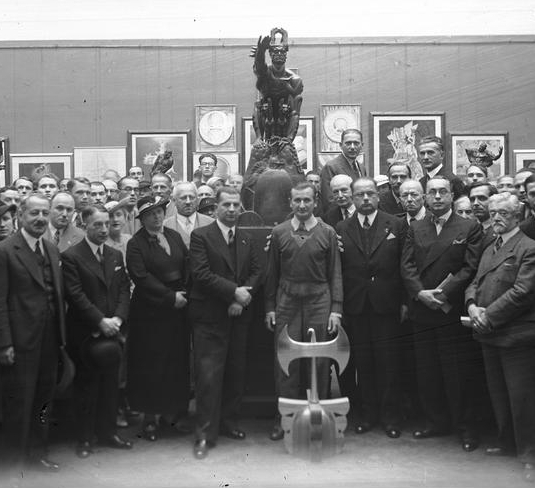
Станислав Шукальский поддерживает шлем, увенчанный топожелом. Краков, 1936 год

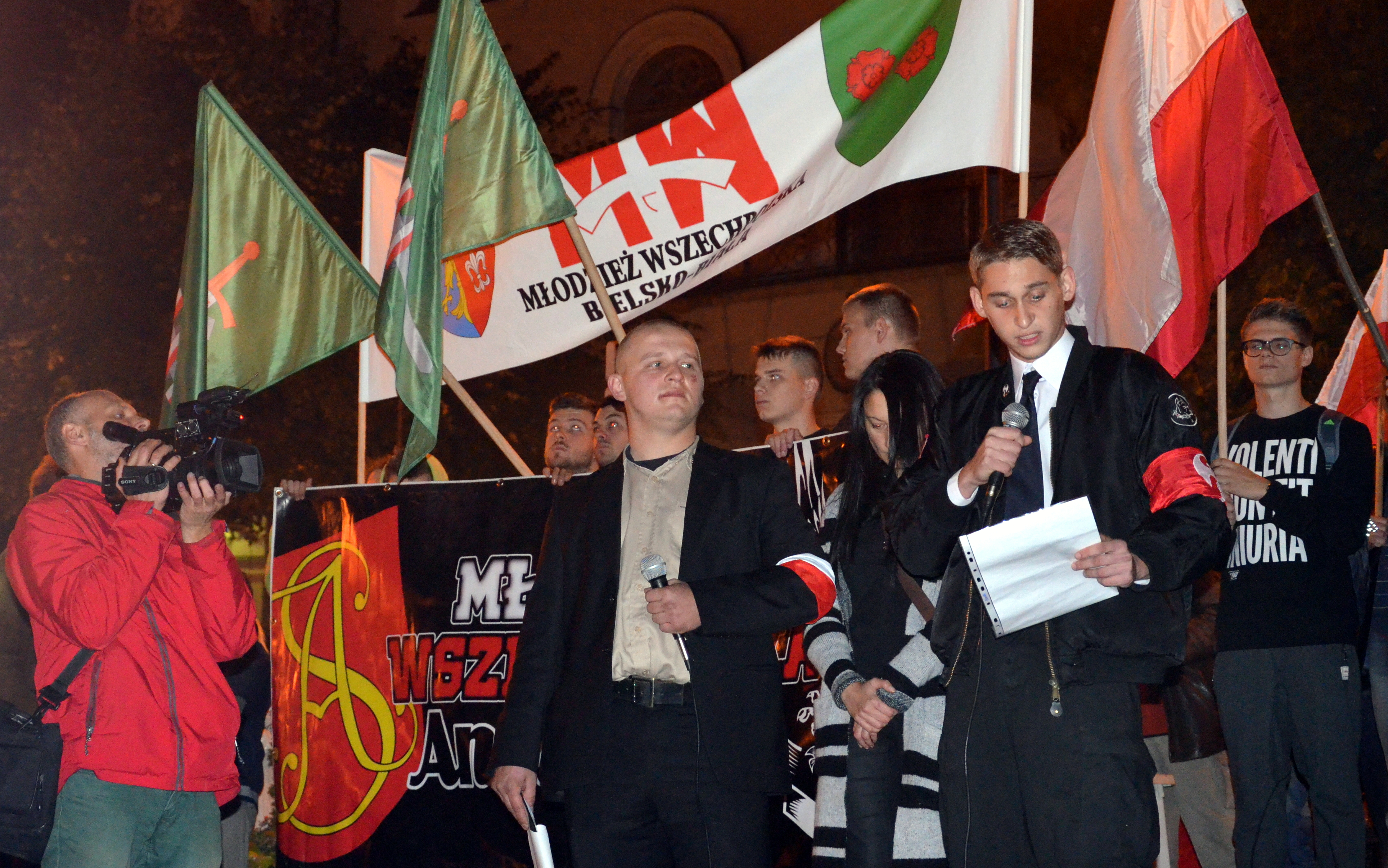
Символ топожела на центральном флаге среди букв M и W. Анти-исламский митинг во время парламентских выборов 2015 года

Топо́жел (пол. toporzeł, от слов topór (топор) и orzeł (орёл); топорёл) — наименование символа, который используется некоторыми польскими националистическими движениями.
Топожел создал в 1935 году польский художник Станислав Шукальский. Он предложил использовать топожел в качестве герба «Второй Польши», в его видении отличной от Польши Пилсудского.  Два сильно закругленных лезвия двойного топора символизировали крылья орла, а крюкообразное навершие — его голову. 
Похожий символ, с крестом вместо орла (topokrżyż ,"топокрест"), был опубликован Станиславом Шукальским в его журнале «Krak», где он был изображён с текстом «G.O.J. — Gospodarczą Organizujmy Jedność» («G.O.J. — экономическое организуем единство») и предлагался автором для маркировки нееврейских магазинов (goj значит «гой» по-польски).
Топожел наряду с фалангой и мечом Храброго использовался футбольными болельщиками на футбольном чемпионате Европы 2008 года. Международная организация Football Against Racism in Europe признала эти символы на одном уровне со свастикой, символами СС и ку-клукс-клана.